# Национальное бюро статистики Республики Молдова
Национальное бюро статистики (рум. Biroul Național de Statistică) — центральный административный орган Республики Молдова, который, в качестве центрального органа статистики, осуществляет руководство и координацию деятельности в области статистики в стране.
В своей деятельности НБС руководствуется Конституцией Республики Молдова, Законом об официальной статистике, другими законодательными актами, постановлениями Парламента, Указами Президента, ордонансами, постановлениями и распоряжениями Правительства, международными соглашениями, стороной которых является Республика Молдова, а также требованиями Положения.
НБС разрабатывает самостоятельно или совместно с другими центральными административными органами и утверждает методологии статистических обследований и расчета статистических показателей в соответствии с международными стандартами, в частности, стандартами Европейского союза и передовой практикой других стран, а также с учётом специфики социально-экономических условий Республики Молдова; организует в соответствии с программой статистических работ, ежегодно утверждаемой Правительством, статистические обследования состояния и экономического, социального и демографического развития страны, выполняя работы по сбору, обработке, обобщению, хранению и распространению статистических данных.

## Руководство
- Владимир Головатюк (2008—2009)